# Naturschutzgebiet Peenemünder Haken, Struck und Ruden
Das Naturschutzgebiet Peenemünder Haken, Struck und Ruden ist ein 7812 Hektar umfassendes Naturschutzgebiet in Mecklenburg-Vorpommern beiderseits des Peenestroms an der Mündung in den Greifswalder Bodden. Zum Naturschutzgebiet gehören der Nordteil der Insel Usedom, die (Halb-)Insel Struck und Insel Ruden und deren Umgebung.
Die Unterschutzstellung erfolgte am 30. März 1925 (Gebietsteil mit der Kennung 1A), Erweiterungen gab es am 4. November 1993 und am 10. Dezember 2008 (Gebietsteilkennung 1B). Aufgrund der im Wesentlichen ungestörten Entwicklung ist der Gebietszustand gut, wobei sich der Zustand der Salzwiesen als Rasthabitat für Limikolen durch Wirtschaftsaufgabe und Prädatorendruck in den vergangenen Jahren verschlechterte.

## Geschichte

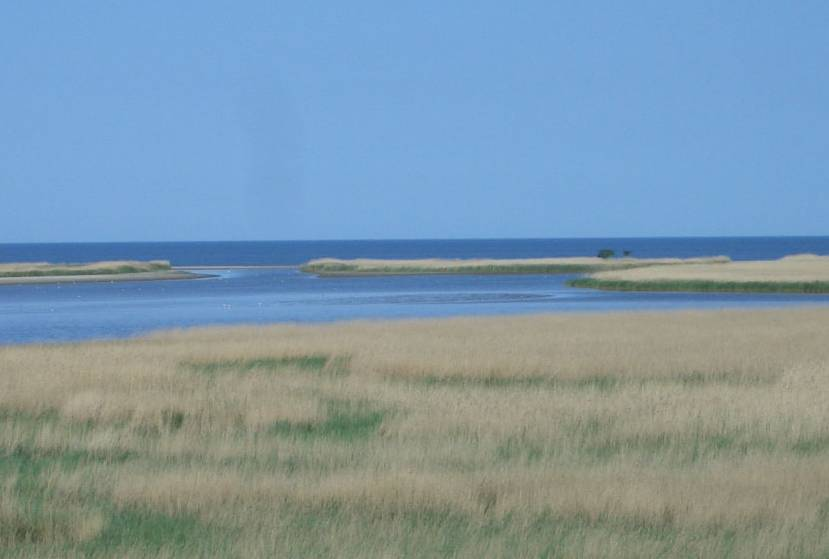
Nordküste Usedoms mit Strandsee

Eine intensive Nutzung des Gebiets ist seit dem 14. Jahrhundert belegt. Die Stadt Wolgast nutzte den Peenemünder Wald. Die Salzwiesen im Peenemünder Bereich wurden beweidet, die Nutzung jedoch 1936 mit Inbetriebnahme der Heeresversuchsanstalt eingestellt. Die entstandenen Schilfflächen wurden bis 1985 regelmäßig gemäht.
Im Bereich Freesendorfer Wiesen und Struck lassen sich Entwässerungsgräben mit nachfolgender Weidenutzung seit dem 17. Jahrhundert nachweisen. Die Entwässerung wurde 1983 durch Anlage tiefer Gräben intensiviert. Eine Eindeichung der Flächen erfolgte 1974/1975, womit die Flächen vom Hochwasser des Greifswalder Boddens abgeschnitten wurden. Für die Insel Ruden ist in den Schwedischen Matrikelkarten von 1694 eine zweifach größere Landesfläche belegt. Vor allem das Nordufer des Rudens unterlag dem Abtrag durch Erosion. Seit 1877 verhindert eine Mauer aus Steinblöcken weiteren Uferabtrag.

## Pflanzen- und Tierwelt

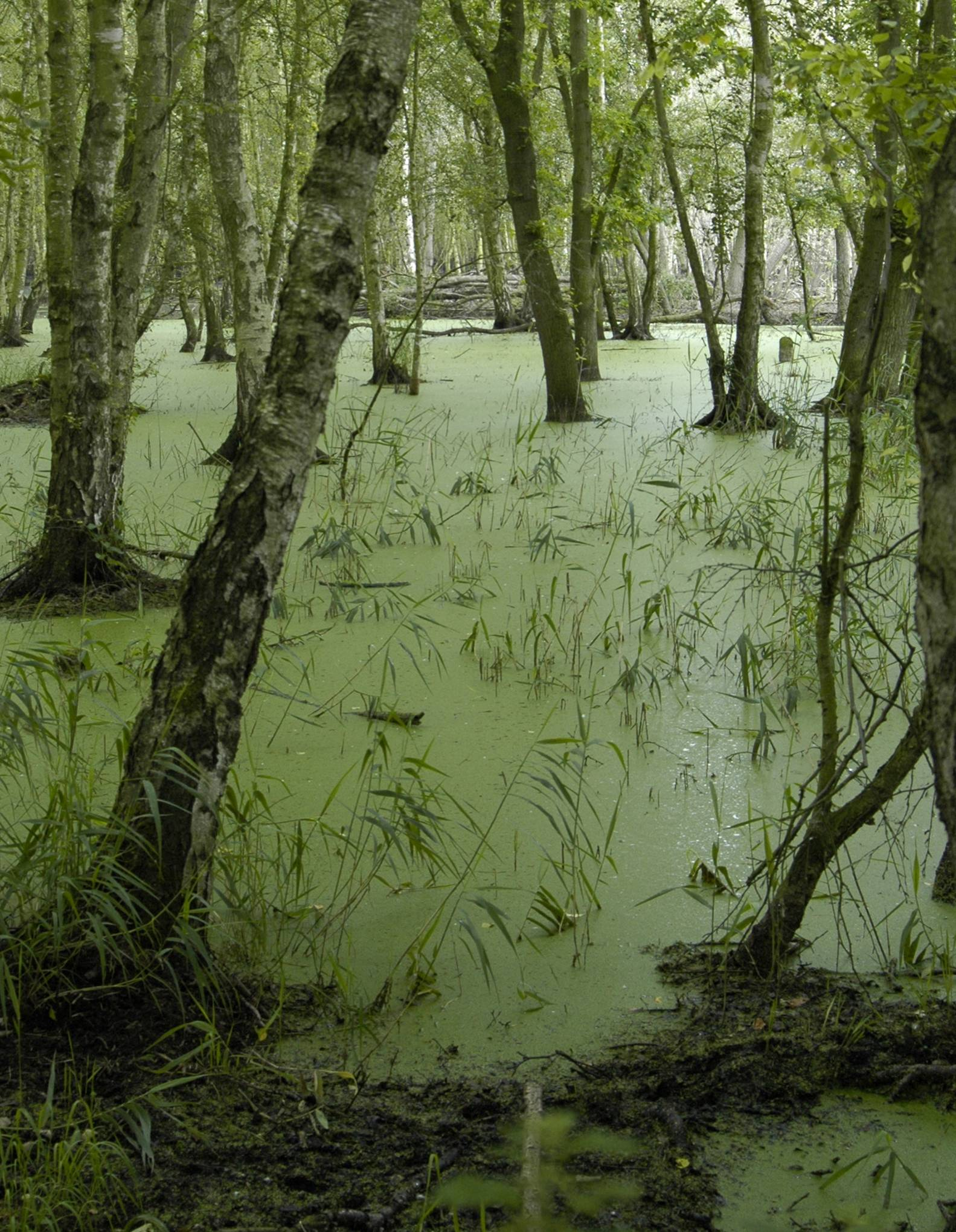
Bruchwald im Usedomer Teil

Seegraswiesen finden sich im Boddenbereich ab zwei Meter Wassertiefe. In flacheren Bereichen wachsen Kamm-Laichkraut, Strandsalde, Sumpf-Teichfaden und Armleuchteralgen. Durch starke Strömung, Sedimenttransport und Neulandbildung zeigen die Flachwasserbereiche eine erhebliche Vegetationsdynamik, waren 1970 bis 1980 fast vegetationslos und sind inzwischen wieder besiedelt. Auf den Sandinseln des Peenemünder Hakens wachsen Schilfrohr, Strandsimse und Tataren-Lattich. In den geschützteren Bereichen entwickeln sich Röhrichte mit Strandsimse und Salz-Aster. Südlich schließen sich Strandwälle mit Erlen in vermoorten Bereichen und alten Eichen- und Buchenbeständen an. Auf der (Halb-)Insel Struck finden sich beweidete Salzwiesen. Auf den höher gelegenen Strandwällen der Insel stockt Birken-Eichenwald. Vorwaldartige Sanddornbestände wachsen auf den Aufspülungsflächen der Spandowerhagener Wiek. Der Ruden ist mit einem gepflanzten Dünenkiefernwald bestockt.
Im Gebiet sind 120 Brutvogelarten und 250 Gastvogelarten nachgewiesen. Starke Bestände bilden Kormoran, Höckerschwan, Blässgans, Graugans, Pfeifente, Krickente, Stockente, Bergente, Eisente und Blässralle. Das Gebiet ist ein bedeutender Wasservogelrastplatz. Die Bruterfolge von Wiesenbrütern wie Kiebitz, Alpenstrandläufer und Rotschenkel sind in den vergangenen Jahrzehnten durch Prädatoren wie Fuchs, Marderhund und Wildschwein stark rückläufig. Auf den Spülflächen fanden sich die letzten Vorkommen des Seggenrohrsängers im Land. Fischottervorkommen sind im Bereich des Freesendorfer Sees belegt. Gelegentlich werden Kegelrobben gesichtet.
Die Flachwasserbereiche bilden den Lebensraum zahlreicher Fischarten wie Hecht, Hering, Flunder, Aal, Hornhecht und Zander.